# Türkische Davis-Cup-Mannschaft
Die türkische Davis-Cup-Mannschaft ist die Herren-Tennisnationalmannschaft der Türkei. 

## Geschichte
Seit 1946 nimmt die Türkei am Davis Cup teil, kam jedoch noch nie über Zone II der Europa/Afrika-Kontinentalgruppe hinaus. Erfolgreichster Spieler und gleichzeitig Rekordspieler ist Haluk Akkoyun mit insgesamt 37 Siegen bei 41 Teilnahmen.